# Łozice (województwo podlaskie)
Łozice – wieś w Polsce położona w województwie podlaskim, w powiecie hajnowskim, w gminie Hajnówka. 
W latach 1975–1998 miejscowość administracyjnie należała do województwa białostockiego.
Przy wjeździe do wsi od strony Topiła znajduje się pomnik rozstrzelanych przez hitlerowców partyzantów (1941 r.) oraz kilka dębów - pomników przyrody.

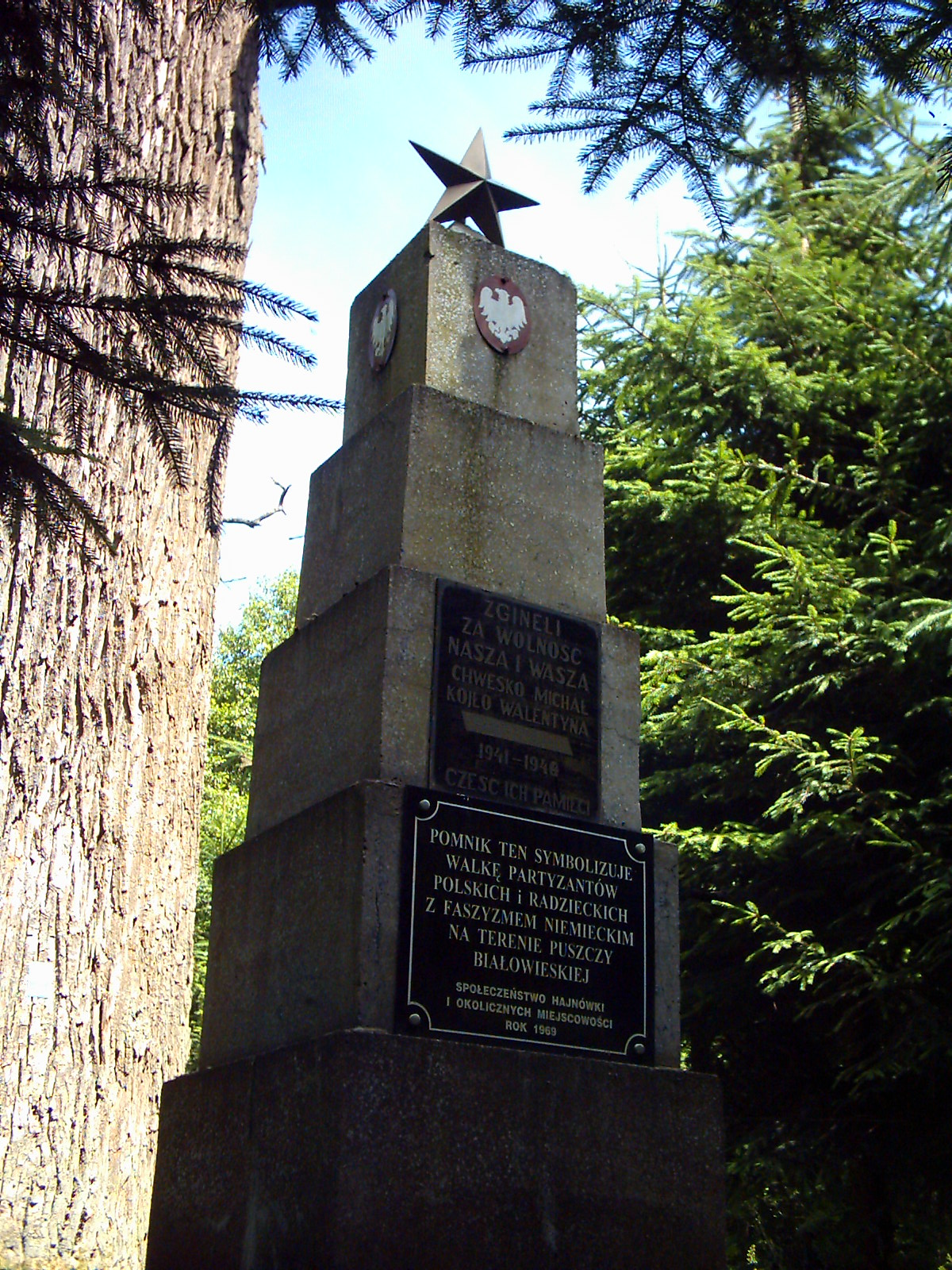
Pomnik rozstrzelanych partyzantów

Według stanu z 31 grudnia 2012 mieszkało tu 24 stałych mieszkańców.
Prawosławni mieszkańcy wsi należą do parafii Wniebowstąpienia Pańskiego w Orzeszkowie, a
wierni kościoła rzymskokatolickiego do parafii Świętych Cyryla i Metodego w Hajnówce.